# 翠千賀
翠 千賀（みどり ちか、3月11日 ‐ ）は、日本の歌手、オペラ女優、声楽家、ソプラノ。オフィスコットン所属、二期会会員。

## 略歴
川村小学校、川村中学校・高等学校、東京芸術大学音楽学部声楽科卒業。イタリア・ミラノ音楽院プロフェッショナルコース留学。帰国後、新国立劇場、レオンカヴァッロ作曲「ザザ」（日本初演）の主役ザザ役でデビュー。その後、瀬戸内寂聴書き下ろしオペラ、三木稔作曲「愛怨-AIEN-」（世界初演）の主役の双子の姉妹、桜子と柳玲の一人二役、子供のためのオペラ「ジークフリートの冒険」ワルキューレ、ラインの乙女、「スペース・トゥーランドット」の氷の女王トゥーランドットを演じた。二期会オペラではプッチーニ作曲「蝶々夫人」のケート役でデビュー。宮本亜門演出、モーツァルト作曲「フィガロの結婚」ケルビーノ、オッフェンバック作曲「地獄のオルフェ」ヴィーナス、レハール作曲「メリー・ウィドウ」シルヴィアーヌを演じた。東京室内歌劇場では青島広志演出モーツァルト作曲「コジ・ファン・トゥッテ-女はみんなこうしたもの-」ドラベッラ役、「魔笛」侍女II、加藤直演出ジュール・マスネ作曲「マノンの肖像」（日本初演）ジャンを演じた。東京オペラプロデュース公演レスピーギ作曲「炎」（日本初演）エウドッスィア、ジョルダーノ作曲「戯れ言の饗宴」（日本初演）ジネーブラ、マスネ作曲 「グリゼリディス」（日本初演、第14回三菱UFJ信託音楽賞奨励賞受賞）グリゼリディス、日本演奏家連盟50周年記念オペラ岩田達宗演出別宮貞雄作曲「三人の女達の物語」花子、を演じた。新橋演舞場にて宮本亜門演出「狸御殿」十六夜姫を演じた。

## 作品

### シングル
- 夏の終りのハーモニー（2016年5月2日発売。配信限定）井上陽水・玉置浩二のカバー。『耀宴』にも収録。

### ミニアルバム
- Otoko Uta（2016年6月15日発売。配信限定）[2][3] - 5曲すべて『耀宴』にも収録。
- 耀宴 （2017年3月8日発売。TKCA-74493）[4][5]

### 参加作品
- テレビ東京系『THEカラオケ★バトル BEST ALBUM』（2016年12月21日発売。PCCA-04463）[6]
  - M-1「Over and Over 〜夢は終わらない」（K★Bオールスターズ）
  - M-6「ヘッドライト・テールライト」（中島みゆきのカバー。）
  - M-10「いつもそばに歌がある」（翠千賀、RiRiKA、城南海）
- テレビ東京系『THEカラオケ★バトル BEST ALBUM II』（2017年8月2日発売。PCCA-04545）[7]
  - M-6「ボヘミアン・ラプソディ」（クイーンのカバー。）
  - M-9「Over and Over ～夢は終わらない」（合唱ver）- K★Bオールスターズ（城南海、RiRiKA、翠千賀、宮本美季、堀優衣、佐々木麻衣、佐久間彩加、鈴木杏奈、竹野留里）

## 主な出演

### テレビ
- THEカラオケ★バトル（テレビ東京系）
  - 2015年6月3日 - 「歌の異種格闘技戦6」 城南海に敗れ、予選敗退。
  - 2015年7月8日 - 「ファンタジーソング王選手権」 優勝(初優勝)
  - 2015年10月14日 - 「2015 年間チャンピオン決定戦」決勝進出(初代TOP6)
  - 2015年12月23日 - 「歌の異種格闘技戦8」 決勝進出(3位)
  - 2016年1月1日 - 「最強プロ VS U-18四天王 新春ドリームマッチ」 U-18軍西岡龍生に勝利
  - 2016年1月27日 - 「歌の異種格闘技戦9」 城南海に敗れ、予選敗退。
  - 2016年3月16日 - 「春のグランプリ4時間スペシャル」決勝進出(シーズン3TOP6)
  - 2016年5月4日 - 「歌の異種格闘技戦10」 渡辺江里子(阿佐ヶ谷姉妹)に敗れ、予選敗退。
  - 2016年7月27日 - 「歌の異種格闘技戦11」 城南海らを抑え、2度目の優勝。
  - 2016年10月12日 - 「2016年間チャンピオン決定戦」予選で自身初となる100点を獲得。決勝も100点を獲得し3度目の優勝(2016年間チャンピオン、シーズン4もトップ7留任)。
- 新・BS日本のうた（2020年11月8日、NHK BSプレミアム）
- 人生、歌がある（2021年3月27日、BS朝日 / P&D）

### 舞台
- ミュージカル『狸御殿』（2016年8月、新橋演舞場） - 十六夜姫 役 [8]